# Police Quest
Police Quest is een serie van computerspellen van ontwikkelaar Sierra On-Line en uitgebracht tussen 1987 en 1998. De eerste vier spellen uit de reeks zijn avonturenspellen. Hoewel het vijfde spel ook dit label als genre kreeg, was het meer een simulatiespel. Later veranderde het genre nogmaals naar real-time strategy. Opmerkelijk detail is dat enkele spellen werden ontwikkeld door voormalige politie-agenten. Zo werden de eerste drie spellen samen met hoofdontwerper Al Lowe ontwikkeld door gepensioneerd politiehoofd Jim Walls en een aantal andere door LAPD-medewerker Daryl F. Gates

## Spellen

### Police Quest: In Pursuit of the Death Angel
Het eerste spel uit de reeks kwam uit in 1987 en gebruikt Sierra's Adventure Game Interpreter, wat een tekstparser was. Dit wil zeggen dat de gebruiker alle commando's moet intypen via het toetsenbord. Het spel werd ontwikkeld door voormalig politie-agent Jim Walls.
In het spel bestuurt de speler Sonny Bonds. Sonny is 15 jaar agent in het fictieve stadje Lytton in Californië. Terwijl hij het verkeer regelt, gebeurt er een banaal ongeval. Onderzoek toont aan dat het blijkbaar om een moord gaat. Sonny dient ook nog een geval van verkeersagressie op te lossen, een dispuut tussen een groep fietsers en cafébaas oplossen en een boete uitschrijven aan een dronken bestuurder. Tijdens het spel promoveert Sonny van een gewone agent naar een detective om uiteindelijk undercover te gaan. Zo infiltreert hij in "The Death Gang": een moordende drugsbende met aan het hoofd Jessie Bains. Daarbij krijgt Sonny hulp van zijn voormalige schoolvriendin Marie Wilkins die nu een (illegale) prostituee is.

### Police Quest II: The Vengeance
Het tweede spel kwam uit in 1988 en werd ontwikkeld met de interne SCI-tool waardoor de gebruiker de commando's niet meer diende in te typen, maar gebruik maakte van de muis om opdrachten te geven. Wel diende men het toetsenbord nog te gebruiken om personages te laten bewegen. Ook aan dit spel verleende Jim Walls zijn medewerking.
Na arrestatie van Jessie Bains wordt Sonny gepromoveerd en werkt hij nu voor moordzaken. Hij start een relatie met Marie Wilkins. Zij werd meerdere malen aangeklaagd omwille van haar illegale activiteiten als prostituee. Omdat zij Sonny heeft geholpen met het opdoeken van "The Death Gang", werden de klachten geseponeerd. Echter, Bains kan ontsnappen uit de gevangenis en richt de bende opnieuw op. Hij is uit op wraak. Sonny en zijn collega Keith moeten nu Marie en zichzelf beschermen tegen de bende. Ondanks Sonny zijn inspanningen, kan Jessie enkele mensen doden die betrokken waren bij zijn arrestatie. Ook wordt Marie door Jessie ontvoerd.

### Police Quest III: The Kindred
Dit spel kwam uit in 1991 en maakt gebruik van een verbeterde versie van Sierra's interne ontwikkeltool SCI waardoor de speler de personages nu ook kan bewegen met de muis. Het is het laatste spel uit de reeks waar Jim Walls bij was betrokken.
Nadat Jessie Bains is gestorven, trouwen Sonny en Marie. Ook krijgt Sonny nogmaals promotie. Niet veel later duikt er in Lytton een satanische drugsbende op die meer en meer macht krijgt. Het wordt steeds onveiliger in de stad en op een dag wordt Marie neergestoken op een parking. Sonny dient in deze zaak samen te werken met een partner die nogal onethisch te werk gaat. Ook wordt duidelijk dat de familieleden van Jessie Bains betrokken zijn.

### Police Quest: Open Season
Dit spel kwam uit in 1993. Hoewel dit het vierde spel uit de reeks is, bevat de titel dit nummer niet. Ook werden deze spellen niet meer ontwikkeld door Jim Walls, maar wel door Daryl F. Gates, voormalig medewerker bij de LAPD Dit spel werd gemaakt met de SCI2-ontwikkeltool waarbij de achtergronden ingescande foto's zijn in plaats van sprites.
De speler bestuurt niet meer Sonny Bands uit het fictieve Lytton, maar wel John Carey die woont in Los Angeles. Hij werkt daar voor de LAPD bij moordzaken. Zijn beste vriend werd vermoord door een seriemoordenaar die door de straten van L.A. zwerft. John wil er alles aan doen om de moordenaar te vinden.

### Police Quest: SWAT
Het vijfde spel uit de reeks is qua opzet totaal anders. In plaats van een derde persoons-avonturenspel is dit een interactieve film en daardoor eerder een simulatie. Er is nog wel een inventaris aanwezig. Een groot gedeelte van de film wordt getoond vanuit het gezichtspunt van het hoofdpersonage. Pas wanneer de speler een ander personage aanklikt, wordt overgeschakeld naar een derdepersoonsperspectief. Tijdens missies dient de speler commando's door te geven naar andere leden van het team. De eerste levels gaan over de training van het hoofdpersonage, nadien komen er missies op locatie.

### Police Quest: SWAT 2
Dit spel is het laatste uit de reeks. Er zijn nog slechts enkele elementen aanwezig van een klassiek avonturenspel: een inventaris en slechts enkele puzzels. Verder is het spel qua genre eerder een real-time strategy. In dit spel keert Sonny Bonds terug als een personage dat de speler in zijn team kan opnemen.

## SWAT series (SWAT 3 and 4)
Hoewel er na SWAT 2 nog twee andere vervolgen kwamen, worden deze niet meer gezien als onderdeel van de Police Quest-reeks.